# 中華人民共和国全国体育大会
中華人民共和国の全国体育大会（ぜんこくたいいくたいかい）とは4年ごとに開催される非オリンピック種目の総合競技大会である。いわゆるワールドゲームズの中国版である。2000年に第1回大会が開催され、2002年の第2回大会ののち4年ごとの開催となった。2006年に蘇州市で第3回大会が開催。2010年に安徽省合肥市で第4回大会が開催された。

## 大会一覧
| 回 | 年     | 開催地       |
| -- | ------ | ------------ |
| 1  | 2000年 | 浙江省寧波市 |
| 2  | 2002年 | 四川省綿陽市 |
| 3  | 2006年 | 江蘇省蘇州市 |
| 4  | 2010年 | 安徽省合肥市 |
| 5  | 2014年 | 重慶市       |

## 主な実施競技
- ビリヤード
- ゴルフ
- ボウリング
- ゲートボール
- スポールブール・ペタンク・ラッファ
- スカッシュ
- フィンスイミング
- モーターボート
- ドラゴンボート
- 水上スキー
- オープンウォータースイミング
- シュアイジャオ
- 綱引き
- 航海模型
- 航空模型
- ダンススポーツ
- ドラゴンダンス・ライオンダンス
- エアロビクス
- スポーツアクロ体操
- ボディビル
- ロッククライミング
- ローラースケート
- オリエンテーリング
- パラシューティング
- アマチュア無線方向探知
- シャンチー
- 囲碁（競技結果）
- チェス
- コントラクトブリッジ